# Hôtel Libéral Bruant
El hôtel Libéral Bruant es un hôtel particulier de arquitectura clásica, ubicado en el número 1 de la rue de la Perle en el 3er distrito de París, en el corazón del distrito de Marais.

## Historia
La familia Fusées vendió un terreno a Jean Scarron en 1677, situado al sur de la rue de la Perle y que les pertenecía desde el XIII. Libéral Bruant, asociado con su hermano Louis Bruant des Carrières y el notario Pierre Savalette, ganó la venta en subasta de la finca en 1683.
Este terreno estaba dividido en varias parcelas en las que Libéral Bruant construye varias mansiones destinadas a ser alquiladas y luego vendidas. El arquitecto conservó el solar más oriental sobre el que construyó su propia residencia en 1685.
La fachada del patio adopta el uso de vanos arqueados que han estado de moda desde la segunda mitad del reinado de Luis XIV en París. Bruant inserta ventanas rectangulares de menores proporciones y óculos ciegos destinados a recibir bustos de emperadores romanos. El vasto frontón está adornado con querubines y cornucopias.
Tras la muerte de Bruant en 1697, su viuda lo alquiló al matemático Guillaume François Antoine de l'Hospital, miembro de la Academia de Ciencias. Luego cambió de manos varias veces, François-Ignace de Fonttenu lo alquiló en 1771 al ingeniero Jean-Rodolphe Perronet, quien instaló allí la primera Escuela Nacional de Puentes y Caminos hasta 1778. El edificio se transformó en talleres y oficinas. Severamente dañado a lo largo del siglo XIX, la ciudad de París, que pasó a ser su propietaria, lo revendió a la sociedad Bricard en 1968, para restaurarlo y de instalar allí un Museo de Cerraduras, donde se podían encontrar colecciones de cerraduras antiguas, hierro y bronce dorado. El museo abrió sus puertas en 1976, pero fue cerrado en 2003, siendo sustituido por un centro de arte contemporáneo.
Todas las fachadas al patio, la fachada posterior, las cubiertas de dichas fachadas, el portal a la calle y el suelo del patio son objeto de una clasificación como monumentos históricos desde el 22 de mayo de 1964.